# 瓦基耶尔
瓦基耶尔（法語：Vacquières，法語發音：[vakjɛʁ]）是法国埃罗省的一个市镇，属于蒙彼利埃区。

## 地理
瓦基耶尔（43°50'38"N, 3°56'40"E）面积14.74 平方千米，位于法国奧克西塔尼大區埃罗省，该省份为法国南部沿海省份，南濒地中海，西南接奥德省，西北接塔恩省和阿韦龙省，东北与加尔省接壤。
与瓦基耶尔接壤的市镇（或旧市镇、城区）包括：布鲁泽莱基萨克、卡尔纳斯、科尔科讷、丰塔内斯、圣博济勒德蒙梅勒、索泰拉尔格。

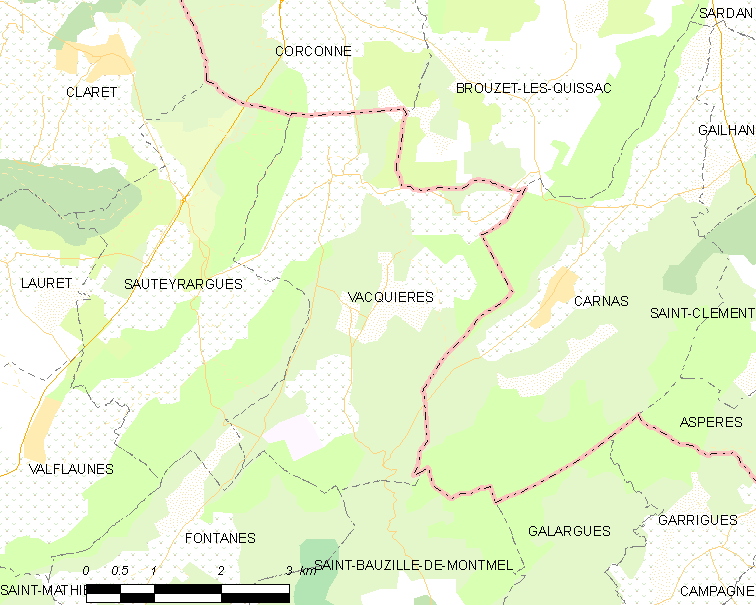
瓦基耶尔的OSM定位图

瓦基耶尔的时区为UTC+01:00、UTC+02:00（夏令时）。

## 行政
瓦基耶尔的邮政编码为34270，INSEE市镇编码为34318。

## 政治
瓦基耶尔所属的省级选区为洛代沃县。

## 人口

1962-2008年间瓦基耶尔人口变化图示

瓦基耶尔于2022年1月1日时的人口数量为757人。